# Comté de Sens

Blason actuel de la ville de Sens depuis son rattachement au domaine royal

Le comté de Sens était un fief médiéval situé sur l'ancien territoire du Sénonais autour de la ville de Sens dans le nord de l'actuel département de l'Yonne, en Bourgogne. Un premier comte de Sens est mentionné pour la première fois à la fin du VIIe siècle mais le comté devint réellement héréditaire sous la dynastie des Fromonides, dans la mouvance de la Champagne au Xe siècle. La prise de la ville par le second roi capétien Robert II le pieux en 1015 rattache le comté au domaine royal dont il constitue la première acquisition féodale. Le Bailliage de Sens créé par le Roi Robert II sur le territoire du comté devient ainsi le premier bailliage de France et le titre s'éteint définitivement en 1055 à la mort de son dernier titulaire Renard II le vieux qui en avait gardé l'usufruit par traité.

## Le territoire du comté de Sens

Carte du royaume de France au début du XI, vers 1030

Le comté aux frontières mouvantes et à l'origine incertaine recouvre approximativement les anciennes limites du pagus des Gaulois Sénons et de l'ancienne cité romaine d'Agedincum (Sens), capitale de la 4e province de Gaule lyonnaise à la fin de l'Empire romain et devenue archevêché. Situé entre les provinces de l'Île-de-France, de la Champagne, de la Bourgogne et de l'Orléanais. Le comté correspond ainsi à certaines portions des départements actuels de l'Yonne, du Loiret, de Seine-et-Marne et de l'Aube.
Il est bordé au sud par le comté d'Auxerre, à l'est par le comté de Troyes, à l'ouest par le comté de Blois et au nord par les possessions des Robertiens en Île-de-France qui deviennent au XIe siècle le domaine royal.

## Histoire du comté

### Les origines: un bénéfice royal et impérial
Primitivement, le comté de Sens est le cadre territorial d'action d'un agent du pouvoir royal : le comte. Celui-ci n'est pas "féodalisé", ce néologisme concernant des siècles postérieurs. L'abbé Chaume a établi que les titulaires appartiennent à l'entourage direct des rois mérovingiens ("dynastie" des Manessier). La répétitivité des nominations au sein de la même famille d'agents, est un gage de connaissance du patrimoine à gérer et de maîtrise du groupe social des grands propriétaires locaux.
Un premier comte de Sens est cité dès 695. Il s'agit de Grimoald, fils de Norbert, maire du palais de Neustrie du roi mérovingien Thierry III. L'importance de la ville de Sens et notamment de son archevêché en fait une place stratégique convoitée, sur la route entre la vallée de la Seine et la Bourgogne ainsi qu'entre la vallée de la Loire et la Germanie. Le comté est attribué à titre de bénéfice à des fidèles des souverains mérovingiens puis carolingiens.

### Le comté de Sens au sein des luttes de pouvoir féodales auxIXesiècleetXesiècle
Au début du IXe siècle, le comté de Sens continue à être attribué à des personnages de très haut rang, tel le fils bâtard de l'Empereur Louis le Pieux, ou encore Maynard ou Méginard, premier comte de Sens avant 800 à titre de bénéfice investi par l'empereur Charlemagne. Marié à Rohaut ou Rothilde. Meginhard est le gendre de Hardrad qui faisait partie de l’élite comtale de Francie orientale, et qui est lié au comte Warin, 
Dans la seconde moitié du Xe siècle, s'installe la dynastie des Welfs. D'abord Rodolphe Ier († 866), fils de Welf Ier  (lui-même petit-fils de Hardrad) ; puis Welf (ou Guelfon ; † 881), fils puîné du précédent, comte de Paris, de Sens et du Ponthieu, avoué de Saint-Riquier, abbé de Sainte-Colombe près de Sens et son frère Conrad II († 882). Hugues l'Abbé, fils du précédent, est le dernier Welf en lignée masculine présent à Sens. Après 886, Adélaïde Bourgogne, sœur de Hugues l'Abbé et fille de Conrad II, l'apporte en dot à Richard II le Justicier.
La famille des ducs de Bourgogne tient ainsi le comté après la prise définitive de la ville par le duc Richard II de Bourgogne en 895 ou 896 selon les sources, face à la puissance de l'archevêque. Le comté passera à son fils le futur roi Raoul. Pour conserver l'alliance des Robertiens, ce dernier le transmet en douaire à son épouse Emma, sœur de Hugues le Grand.
Le duc Richard s'est appuyé sur des vicomtes fidèles comme Renard à Auxerre ou Garnier à Sens. Ce dernier dont l'origine est incertaine peut être relié à Maynard de Sens et aux Garinides. C'est une famille à la fois fidèle aux Bosonides et aux Welfs. Garnier ou Warnier de Sens est marié à Teutberge d'Arles. Un de leurs enfants, Richard devient vicomte de Sens et même comte de Troyes.
La révolte du vicomte Richard en 931 conduit à la confiscation du comté par Raoul, alors roi des Francs. À la mort de celui-ci en 939, Hugues le grand (robertien et père d'Hugues Capet), comte de Paris, s'empare de la ville en prétextant sa parenté avec les ducs de Bourgogne dont il se considère comme l'héritier. De manière plus générale, la prise de la ville ainsi que celle de Melun et d'autres lieux de l'Est parisien, correspond à une stratégie d'extension territoriale du domaine robertien (ancêtre du domaine royal des Capétiens) originellement localisé dans la vallée de la Loire. L'ambition royale des Robertiens que réalisera à la fin du siècle Hugues Capet, le fils d'Hugues le grand, les conduit à s'assurer de villes aussi importantes et d'un archevêché aussi bien doté que celui de Sens. Il en confie la garde à un de ses vassaux, Fromond Ier de Sens qui en devient le vicomte.

### Le comté de Sens sous la dynastie fromonide devient souverain et héréditaire
Une fois le lignage de Garnier éliminé, apparaît à Sens un nouveau vicomte : Fromond (Fromundus ou Frotmundus). L'historiographie considère qu'il est un agent d'Hugues le Grand. Il n'a jamais été qualifié de comte.
Par contre, son fils Renard Ier de Sens (ou Regnard, Ragenardus) est titré comte. Il conservera la fonction durant un demi-siècle. On constate qu'au même moment, la promotion d'Hugues le Grand à la dignité de duc est suivie par celle de ses vicomtes (ex. Angers, Blois) à celui de comte. le caractère général de la mesure implique encore un contrôle effectif par l'autorité supérieure, qu'elle fut ducale ou royale (ou une combinaison des deux). Cette période est d'autant plus capitale qu'elle correspond à celle où la monarchie mérovingienne perd son autorité, où des ducs territoriaux canalisent les Puissants, où la compétition entre Grands assure de facto une autonomie aux comtes territoriaux.
L'autorité du comte Renard est effective sur Sens (où il bâtit une tour en centre ville), Montereau (où son petit-fils fera construire un château), Château-Renard, Courtenay et Joigny (où il bâtit un château). Toutefois, il ne parvient pas à maîtriser complètement les nominations archiépiscopales. Renard parvient à préserver sa cité d'un raid de Renaud de Roucy, l'homme fort du palais carolingien. Le relatif rétablissement de l'autorité du roi Lothaire rapproche le comte Renard de la Couronne et le détache apparemment de l'influence du duc des Francs. Son fils Fromond II épousera la fille de Renaud. A l'évidence, le comte s'éloigne des Robertiens. De ce fait, il est relativement épargné par les chroniqueurs sénonais contemporains, qui sont des « légitimistes ». Ces moines locaux vont jusqu'à falsifier les filiations Capétiennes. Leur fortune littéraire sera considérable par le phénomène de la copie monastique. En 987, Renard est peut-être favorable à Charles de Lorraine, et hostile à Hugues Capet, comme bon nombre de Grands de l'Est du royaume. On observe aussi qu'il fait construire deux châteaux (Joigny et Château-Renard) en face du comté d'Auxerre, alors soumis à l'autorité de l'évêque Héribert, frère bâtard d'Hugues Capet. En réponse, l'évêque fait fortifier Toucy et Saint-Fargeau. Tous ces éléments plaident pour des rapports très hostiles entre le comte de Sens et l'évêque affidé au Robertien.
Dès les années 970, le cadre du comté ne respecte plus celui du diocèse. Auxon est alors sous l'autorité du comte de Troyes. Derrière ce village, il faut sans doute ajouter les villes d'Ervy-le-Châtel et de Saint-Florentin.
Le comté de Sens est encadré à Ouest par celui du Gâtinais, à l'Est par celui de Troyes, au Midi par celui d'Auxerre. Au Nord, la situation est plus incertaine. Le comte de Sens a eu des droits sur une abbaye célèbre du Meldois.
Fromond Ier, simple vicomte vassal d'Hugues le grand parvient en quelques années en transformer sa vicomté en fief héréditaire et en comté souverain en s'arrogeant les pouvoirs et dignités comtaux qu'il transmet à son fils à sa mort en 948. Les monnaies frappées au Xe siècle attestent la puissance des fromonides. Ceux-ci doivent cependant faire face à la puissance politique des archevêques de Sens avec lesquels ils sont en fréquent conflit.
Fromond II, fils de Renard, a donné lieu à une confusion avec un Fromond III inexistant. Il n'apparaît pas auprès de Robert le Pieux. Il a pourtant vécu le début de la guerre de succession du duché de Bourgogne, où le Roi s'adjuge le duché de son oncle, contre un prétendant initialement victorieux.

### Le rattachement du comté de Sens au domaine royal

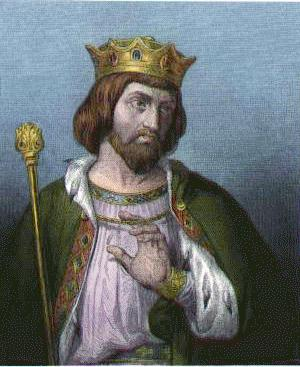
Robert II le Pieux, roi de France qui rattacha le comté de Sens au domaine royal après la prise de la ville par ses troupes le 22 avril 1015

Après l'accession au trône des Capétiens et surtout la querelle de succession bourguignonne entre Otte-Guillaume (beau-frère de Fromond II, comte de Sens) et le roi de France Robert II le Pieux, le comté de Sens redevient un enjeu politique majeur au début du XIe siècle. Le Comté jouxte effectivement le domaine royal réduit des Capétiens au sud-est, se situe sur la route du duché de Bourgogne dont vise à s'emparer le roi de France et coupe en deux les possessions champenoises du comté de Troyes et du comté de Blois désormais réunies grâce à Eudes II de Blois.
Le comte Renard II (dit le Mauvais), fils de Fromond II, est immédiatement connu pour ses très mauvaises relations avec l'archevêque de Sens, à qui il n'hésite pas à présenter son fessier pour le baiser de paix ! Il est critiqué pour le soutien qu'il accorde à la communauté juive de sa cité, installée aux portes de son palais, qui connaît effectivement un rayonnement intellectuel incroyable en Europe (aux dires même de Rashi). Le pape et l'abbé de Cluny exigent une mise au pas du jeune audacieux.
Le roi Robert II entreprend donc en 1015 une campagne victorieuse en Bourgogne. Profitant du conflit local entre Léothéric, archevêque de Sens (allié du Roi) et le comte Renard II de Sens (allié d'Eudes II de Blois), les troupes royales conduites par Bouchard, maire du palais, s'emparent de la ville à l'appel de l'archevêque le 22 avril 1015,. Le comte Renard signe alors un compromis avec le roi pour garder le titre de comte jusqu'à sa mort en 1055.
Le comte Renard s'enfuit nu de sa capitale dont les portes ont été ouvertes par le clergé à l'armée royale (1015). Il se réfugie auprès du comte Eudes de Blois, beau-fils du Roi. Celui-ci négocie le retour de Renard à Sens en échange de la remise de la ville de Montereau qui intègre ainsi la future orbite champenoise. Son frère Fromond, défenseur de la tour du centre ville, meurt en prison à Orléans. La prise de Sens par l'armée royale coïncide avec le décès de l'évêque de Langres Renaud de Roucy, dernier soutien de la cause d'Otte-Guillaume, et opposant à la montée sur le trône des Capétiens. Outre ce décès en prison qui n'a pas du être immédiat, on peut supposer que les négociations ont traîné en longueur. En effet, conformément à l'usage administratif de l'époque , un vicomte  apparaît à Sens.
Malgré les différentes tentatives de Renard II et du comte de Blois pour récupérer le comté (la ville est notamment reprise par Eudes de Blois en 1032 et contrôlée pendant deux ans à l'occasion de la querelle de succession des fils de Robert II), celui-ci est définitivement rattaché au domaine royal par Henri Ier en 1055 et constitue l'une des premières conquêtes que le roi partage avec les archevêques de Sens.
Le retour du comte Renard dans sa ville est antérieur à l'année 1032. Il est en effet signalé comme prononçant une sentence de mort par un chroniqueur. En principe, ce retour met fin à la présence d'un vicomte. C'est donc très légitimement que Mainard, fils de ce vicomte (destitué ?), promu archevêque de Sens, va faire basculer la ville dans la rébellion à la Couronne et dans le camp d'Eudes de Blois. La rébellion rejoint celle de la reine Constance et de son fils Robert contre le nouveau roi Henri Ier, son beau-fils. La mort inattendue du comte de Blois en 1034, sur les marches de Lorraine, en partance pour conquérir la couronne impériale, dénoue la situation car ses jeunes enfants sont placés sous la tutelle du Roi de France. L'archevêque Mainard est muté à l'évêché de Troyes. La ville de Sens est rendue au comte Renard.
Le comté de Sens reste autonome jusqu'au décès de Renard II en 1055. Il fait face notamment au comté d'Auxerre. Renaud de Nevers, comte d'Auxerre a été tué au combat à Prégilbert en 1042 par l'armée de son beau-frère le duc Robert de Bourgogne. Son fils Guillaume a été capturé par le duc. Dès lors, tout l'Auxerrois passe sous le contrôle de deux grands lignages : les Toucy et les Donzy (Gien). L'intérêt du duc est de favoriser leur agitation pour affaiblir l'autorité future de Guillaume de Nevers. Les Sénonais doivent porter le fer jusqu'à Appoigny. Cet événement et un acte concernant Migennes établissent que, contrairement à une historiographie abondante et erronée, le comté de Sens comprend jusqu'au moins 1042 le Jovinien dans son ressort. Il n'y a donc pas de partage successoral jusqu'à cette époque, même si selon les auteurs, on cite l'émergence d'un comté à Joigny en 996, 998, 1008, 1015, 1032 ou 1034.
Il se peut que le retour aux affaires du comte Renard II ait été facilité par son remariage avec une veuve, administratrice d'un autre comté de la contrée. Il aurait ainsi eu un poids politique dont il fallait tenir compte. Cette hypothèse lui fournit deux fils qui n'auront eux-mêmes pas de descendants. Le comte eut deux frères (Renard et Brunon) ecclésiastiques.
Cependant, seule une portion réduite semble rattachée au domaine royal; de nombreux fiefs en sont détachés à ce moment. C'est notamment le cas des forts construits par les Fromonides dans le comté en-dehors de Sens. Montereau-Fault-Yonne, cédée par Renard II au comte de Troyes, devient ville champenoise; la seigneurie de Château-Renard, jointe à celle de Courtenay en Gâtinais passe à une branche de la famille à l'origine de la dynastie des Courtenay; enfin le comté de Joigny, transmis par Renard Ier de Sens à sa fille Alix, reste autonome hors du domaine royal et vassal des comtes de Troyes.
Le comte Renard II décède en 1055. Deux chroniqueurs locaux contemporains relatent l'événement. Pour le premier, le comté est partagé entre le Roi et l'archevêque. Pour le second, le Roi hérite du tout. En aucun cas, il n'est évoqué d'héritiers, et personne ne cite la création d'un comté de Joigny (ni Clarius, ni Odorannus, ni Raoul Glaber). En tant qu'entité politique et administrative, le comté de Sens n'existe plus à partir de 1055. Politiquement, le Roi en devient le maître et se fait représenter par un vicomte, et administrativement il est représenté par un prévôt.
Le démembrement du comté est postérieur d'un quart de siècle. Le comté de Joigny n'est avéré qu'en 1080. Il est attributaire de toute la bande méridionale du comté de Sens au contact du comté d'Auxerre.
Le comté sera administré pendant près de deux siècles par des prévôts royaux (les premiers localisés en France) avant de devenir le premier bailliage de France à la fin du XIIe siècle, enjeu politique majeur de l'extension du domaine royal et de l'essor du pouvoir royal capétien face au comtes de Champagne jusqu'au rattachement de celle-ci à la Couronne au XIIIe siècle.

### Le nouveau comté
La nécessité de rémunérer le prince de Condé contraint le pouvoir à lui engager le comté de Sens. Il s'agit de la résurgence d'une entité qui n'est jamais citée entre le milieu XIe et le début du XVIIe siècle. Ce comté sera restitué par son arrière-petite-fille, détentrice de Vallery.

### Les fiefs vassaux dépendants du comté de Sens
- Comté de Joigny
- Seigneurie de Château-Renard
- Seigneurie de Courtenay (Loiret)